# Fernando del Paso
Fernando del Paso Morante (Ciudad de México, 1 de abril de 1935 - Guadalajara, 14 de novembro de 2018) foi escritor, pintor, diplomático e académico mexicano. Era especialmente reconhecido por tres extensas novelas, que são consideradas como algumas das melhores expoentes da narrativa mexicana do século XX: José Trigo (1966), Palinuro de México (1977) e Noticias del Imperio (1987). Em 2015 lhe foi concedido o Prémio Cervantes.